# Централна избирателна комисия (Русия)
Централната избирателна комисия на Руската федерация (наричана още Централна избирателна комисия, с абревиатура: ЦИК) е федерален държавен орган на Руската федерация, създаден в съответствие с избирателното законодателство, организиращ избори и референдуми в страната. Действа независимо от други публични органи в рамките на своята компетентност.
От 1995 г. ЦИК се състои от 15 членове, 5 от които се назначават от президента на Русия, 5 от Съвета на федерацията и 5 от Държавната дума. Мандатът на ЦИК е за срок от 5 години. ЦИК на Русия е държавен колегиален орган, но не принадлежи към нито един от трите основни клона на властта, определен е с правен статут на юридическо лице и работи на постоянна основа. Комисията има контролно-ревизионна служба, апарат, съвещателни и съвещателни органи. Федералният информатизационен център е организиран към ЦИК на Русия, който осигурява създаването и функционирането на Държавната автоматизирана система на Руската федерация „Избори“. Централната избирателна комисия взема решения на заседания с мнозинство от гласовете. При организиране и провеждане на федерални референдуми и федерални избори (избори за президент на Руската федерация, избори за депутати на Държавната дума) той е по-висша комисия по отношение на всички избирателни комисии, участващи в организирането на избори.
Централната избирателна комисия упражнява контрол върху спазването на избирателните права на гражданите на страната, осигурява подготовката и провеждането на избори и референдуми, организира тяхното финансиране и контролира разпределението на бюджетните средства и упражнява други правомощия.
Настоящият състав на ЦИК е сформиран през март 2016 г., преди това комисията е сформирана през 1993, 1995, 1999, 2003, 2007 и 2011 г. Персоналът на апарата на ЦИК за 2017 г. е 277 служители.

## Председатели
| № | Име                  | Портрет  | Президент                                      | Период на ръководство | Период на ръководство | Избори |
| № | Име                  | Портрет  | Президент                                      | Начало                | Край                  | Избори |
| - | -------------------- | -------- | ---------------------------------------------- | --------------------- | --------------------- | --- |
| 1 | Николай Рябов        |          | Борис Елцин                                    | 24 септември 1993     | 14 ноември 1996       | Референдум за Конституция на Русия (1993) Избори за Държавна дума (1993) Избори за Съвет на федерацията (1993) Избори за Държавна дума (1995) Президентски избори (1996) |
| 2 | Александър Иванченко |          | Борис Елцин                                    | 14 ноември 1996       | 24 март 1999          | |
| 3 | Александър Вешняков  | безрамки | Борис Елцин Владимир Путин                     | 24 март 1999          | 26 март 2007          | Избори за Държавна дума (1999) Президентски избори (2000) Избори за Държавна дума (2003) Президентски избори (2004)                                                      |
| 4 | Владимир Чуров       | безрамки | Владимир Путин Дмитрий Медведев Владимир Путин | 27 март 2007          | 27 март 2016          | Избори за Държавна дума (2007) Президентски избори (2008) Избори за Държавна дума (2011) Президентски избори (2012)                                                      |
| 5 | Ела Памфилова        |          | Владимир Путин                                 | 28 март 2016          | настояще              | Избори за Държавна дума (2016) Президентски избори (2018) Референдум за Конституция на Русия (2020) Избори за Държавна дума (2021)                                       |